# グエイダ・フォファナ
グエイダ・フォファナ（Gueïda Fofana, 1991年5月16日 - ）は、フランス・ル・アーヴル出身の元サッカー選手。ポジションはMF。

## 経歴
2001年にル・アーヴルACの下部組織に入団する。2009年にトップチーム昇格し、8月18日、トゥールFC戦でプロデビューを果たした。2011年の夏、オリンピック・リヨンに移籍した。
2017年、25歳で現役を引退した。

## 代表歴
2008年のUEFA U-17欧州選手権に出場し準優勝した。2010年自国開催のUEFA U-19欧州選手権では優勝した。

## 家族
弟のグスマ、ママドゥもサッカー選手。

## タイトル
代表
- UEFA U-19欧州選手権 2010